# Resolutie 985 Veiligheidsraad Verenigde Naties
Resolutie 985 van de Veiligheidsraad van de Verenigde Naties werd unaniem aangenomen op 13 april 1995.

## Achtergrond
Na de hoogdagen onder het decennialange bestuur van William Tubman, die in 1971 overleed, greep Samuel Doe de macht. Zijn dictatoriale regime ontwrichtte de economie en er ontstonden rebellengroepen tegen zijn bewind, waaronder die van de latere president Charles Taylor. In 1989 leidde de situatie tot een burgeroorlog waarin de president vermoord werd. Deze oorlog bleef nog doorgaan tot 1996.

## Inhoud

### Waarnemingen
De Veiligheidsraad wees op zijn beslissing om een algemeen wapenembargo op te leggen tegen Liberia. Het staakt-het-vuren in dat land was verbroken en daardoor kon de UNOMIL-waarnemingsmissie haar mandaat niet naar behoren uitvoeren. Ook bleven er wapens het land binnenkomen, wat een schending van het wapenembargo was.

### Handelingen
Het mandaat van de UNOMIL-missie werd verlengd tot 30 juni. Alle partijen in Liberia moesten de gesloten akkoorden uitvoeren door een staakt-het-vuren in te stellen en een staatsraad te installeren. Alle landen moesten het wapenembargo tegen Liberia in acht nemen. Daarvoor werd een comité opgericht dat volgende taken kreeg:
a. informatie bekomen van de landen over hun maatregelen om het embargo uit te voeren,
b. informatie over schendingen van het embargo overwegen en aanbevelingen doen om het embargo te versterken,
c. maatregelen aanbevelen als antwoord op die schendingen.
De ECOWAS had in mei 1995 een regionale top gepland. De Veiligheidsraad riep alle partijen op hieraan deel te nemen. Alle fracties in Liberia moesten de status van het personeel de ECOMOG-waarnemingsgroep, -UNOMIL en de hulpverleners respecteren en hulpverdeling mogelijk maken. Aan secretaris-generaal Boutros Boutros-Ghali werd gevraagd om tegen 15 juni te rapporteren over de situatie in Liberia, waaronder of er een staakt-het-vuren was, of UNOMIL haar mandaat kon uitvoeren en de internationale steun aan ECOMOG.

## Verwante resoluties
- Resolutie 950 Veiligheidsraad Verenigde Naties (1994)
- Resolutie 972 Veiligheidsraad Verenigde Naties
- Resolutie 1001 Veiligheidsraad Verenigde Naties
- Resolutie 1014 Veiligheidsraad Verenigde Naties

Lijst ·  970 ·  971 ·  972 ·  973 ·  974 ·  975 ·  976 ·  977 ·  978 ·  979 ·  980 ·  981 ·  982 ·  983 ·  984 ·  985 ·  986 ·  987 ·  988 ·  989 ·  990 ·  991 ·  992 ·  993 ·  994 ·  995 ·  996 ·  997 ·  998 ·  999 ·  1000 ·  1001 ·  1002 ·  1003 ·  1004 ·  1005 ·  1006 ·  1007 ·  1008 ·  1009 ·  1010 ·  1011 ·  1012 ·  1013 ·  1014 ·  1015 ·  1016 ·  1017 ·  1018 ·  1019 ·  1020 ·  1021 ·  1022 ·  1023 ·  1024 ·  1025 ·  1026 ·  1027 ·  1028 ·  1029 ·  1030 ·  1031 ·  1032 ·  1033 ·  1034 ·  1035